# 我與你
《我與你》是香港歌手張學友的發行第13張粵語專輯，唱片製作人歐丁玉，由寶麗金唱片公司製作並於1993年7月24日發行。唱片推出後在香港持續大熱，並有數首歌曲為冠軍單曲或成為經典粵語流行歌曲。

## 簡介
《我與你》專輯歌曲的編曲採用歐式古典與現代流行音樂結合的製作方式，以鋼琴和提琴作為主要伴奏樂器，專輯內多首歌曲成為華人地區的經典流行音樂，並且在1994年年初（1993年度）的頒獎典禮中得到數個獎項，專輯主打歌曲包括《我與你》、《祇想一生跟你走》、《忘記他》、《等你回來》、《舊情綿綿》、《不經不覺》、《如來神掌》等。2005年，環球唱片香港分公司推出傳奇版的《我與你》，除了原有的曲目，也附加了隨後收錄於《等你等到我心痛張學友精選》與《忘記他》的四首歌曲（《等你等到我心痛》、《情網》、《總有一天等到你》以及完整版的《留住這時光》）

## 影響
由於《我與你》的發行日期是介於反響頗佳的兩張國語專輯《吻別》與《祝福》之間，一般容易被樂迷所忽視，但其專輯製作的整體素質得到不少音樂專業人士的好評，並被認為可與上年（1992年）推出的經典粵語專輯《真情流露》媲美。也由於其在《吻別》與《祝福》間發行，常被一些樂迷戲稱：「我」意為《吻別》與「你」意為《祝福》。

## 曲目
| 曲序 | 曲目                 |        | 作曲              | 编曲   | 备注                                                                                                   | 时长 |
| ---- | -------------------- | ------ | ----------------- | ------ | --- | ---- |
| 1.   | 我與你               | 潘源良 | 石川洋 渡邊克巳   | 徐日勤 | 改編自日本歌手渡邊克巳的《Rose is a Rose》                                                             | 5:57 |
| 2.   | 祇想一生跟你走       | 劉卓輝 | 巫啟賢            | 趙增熹 | 第一主打 改編自馬來西亞歌手巫啟賢的《不該讓你等太久》                                                  | 5:10 |
| 3.   | 等你回來             | 簡寧   | 伍思凱            | 徐日勤 | 第四主打 《情網》粵語版                                                                                | 4:22 |
| 4.   | 忘記他               | 劉卓輝 | 劉諾生            | 劉諾生 | 第二主打                                                                                               | 4:20 |
| 5.   | 舊情綿綿             | 劉卓輝 | 小椋佳            | 盧東尼 | 第三主打 改編自日本歌手梅沢富美男的《心ゆくまで》                                                      | 4:28 |
| 6.   | 思憶季節             | 陳少琪 | Begin             | 趙增熹 | 改編自日本組合Begin的《この街はなれて》                                                                | 5:05 |
| 7.   | 人生需要什麼         | 向雪懷 | 徐日勤            | 徐日勤 | 無綫電視劇《居者冇其屋》插曲                                                                           | 4:49 |
| 8.   | 不經不覺             | 劉卓輝 | 小林孝至 越美晴   | 盧東尼 | 第六主打 改編自日本歌手沢田研二的《SPLEEN 〜六月の風にゆれて〜》                                       | 3:44 |
| 9.   | 如來神掌             | 陳少琪 | 顧嘉煇            | 顧嘉煇 | 第五主打 無綫電視劇《如來神掌再戰江湖》主題曲                                                          | 2:59 |
| 10.  | 煙花句（歐丁玉合唱） | 潘源良 | 谷村新司 加山雄三 | 盧東尼 | 改編自日本歌手谷村新司與加山雄三的《重温》                                                             | 4:36 |
| 11.  | 留住這時光           | 向雪懷 | 劉諾生            | 劉諾生 | 1993年香港旅遊協會（2000年改名為香港旅遊發展局）主題歌曲 完整版收錄於《忘記他》EP內 《將心照亮》粵語版 | 1:00 |

## 唱片版本
- CD首版（附送100頁記事本）
- CD平裝版
- 盒帶版
- 傳奇CD版（2005年，增加四首曲目）

## 音樂錄像

### 原人演出
- 忘記他（寶麗金金曲卡拉OK POL33024（1993年、部分原聲）和寶麗金卡拉OK碟聖張學友原裝MUSIC VIDEOS卡拉OK精選（1994年、原聲）、TVB版）
- 祇想一生跟你走（寶麗金卡拉OK碟聖巨星MTV Vol.4（1993年、原聲）和寶麗金卡拉OK碟聖張學友原裝MUSIC VIDEOS卡拉OK精選（1994年、原聲）、TVB版）
- 等你回來（使用相同的素材來源歌曲情網從寶麗金金曲卡拉OK POL33023）（寶麗金金曲卡拉OK POL33025（1993年、部分原聲）、寶麗金卡拉OK碟聖巨星原裝MUSIC VIDEOS Vol.5（1994年）和寶麗金卡拉OK碟聖張學友原裝MUSIC VIDEOS卡拉OK Vol.2（1995年、原聲）、TVB版）
- 留住這時光（寶麗金金曲卡拉OK POL33023（1993年、部分原聲）和寶麗金卡拉OK碟聖張學友原裝MUSIC VIDEOS卡拉OK Vol.2（1995年、原聲））
- 如來神掌(TVB版)

### 非原人演出
- 舊情綿綿（寶麗金金曲卡拉OK POL33024（1993年、部分原聲）和寶麗金卡拉OK碟聖31巨星原裝金曲（1993年、原聲））
- 煙花句（歐丁玉合唱）（寶麗金金曲卡拉OK POL33024（1993年、部分原聲）和寶麗金卡拉OK碟聖32合唱歌曲精選（1994年、非原聲））
- 思憶季節（寶麗金金曲卡拉OK POL33025（1993年））（部分原聲）
- 等你回來（粵語） / 情網（國語）（使用相同的素材來源歌曲情網從寶麗金卡拉OK碟聖張學友原裝卡拉OK精選Vol.2）（寶麗金卡拉OK碟聖28巨星原裝金曲（1993年、原聲））
- 不經不覺（寶麗金金曲卡拉OK POL33026（1993年、部分原聲））
- 我與你（寶麗金卡拉OK碟聖31巨星原裝金曲（1993年、原聲））
- 祇想一生跟你走（粵語） / 不該讓你等太久（國語）（寶麗金卡拉OK碟聖31巨星原裝金曲（1993年、原聲））
- 人生需要什麼（寶麗金金曲卡拉OK POL33027（1994年、部分原聲）和寶麗金卡拉OK碟聖33巨星原裝金曲（1994年、原聲））
- 不該讓你等太久（粵語版：祇想一生跟你走）（使用相同的素材來源歌曲祇想一生跟你走（粵語） / 不該讓你等太久（國語）從寶麗金卡拉OK碟聖31巨星原裝金曲）（寶麗金卡拉OK碟聖34國語歌曲精選（1994年、非原聲））

## 獎項
- 1993年度十大勁歌金曲頒獎典禮

- 「十大勁歌金曲」：《祇想一生跟你走》
- 「金曲金獎」：《祇想一生跟你走》
- 「最佳歌曲監製獎」：《祇想一生跟你走》

- 1993年度十大中文金曲頒獎典禮

- 「十大中文金曲」：《祇想一生跟你走》
- 「十大中文金曲」：《等你回來》
- 「全年銷量冠軍大獎」：《我與你》

- 1993年度叱咤樂壇流行榜頒獎典禮

- 「叱咤樂壇我最喜愛的歌曲大獎」：《祇想一生跟你走》
- 「叱咤樂壇全國專業推介金獎」：《祇想一生跟你走》

### 其他
- 1993年度新城勁爆家族音樂大賞

- 「十大本地金心情歌金獎」：《祇想一生跟你走》